# Oliver Bierhoff
Oliver Bierhoff (Karlsruhe, 1º maggio 1968) è un dirigente sportivo ed ex calciatore tedesco, di ruolo attaccante.
Dopo gli inizi in Germania e in Austria, si è trasferito in Italia per giocare nell'Ascoli, nell'Udinese, con cui ha vinto il titolo di capocannoniere della Serie A, e nel Milan, con cui ha vinto un campionato italiano. Ha poi chiuso la carriera con le maglie del Monaco e del Chievo.
Ha vestito per sei anni la maglia della nazionale tedesca, con la quale ha disputato 70 partite e segnato 37 gol, vincendo il campionato d'Europa 1996 e piazzandosi al secondo posto al campionato del mondo del 2002. Nella finale dell'Europeo 1996, decisa da una sua doppietta, ha segnato il primo golden goal nella storia del calcio internazionale a livello di grandi tornei.
Conclusa la carriera agonistica, dal 2004 al 2022 è stato team manager prima e direttore sportivo poi della Federazione tedesca (DFB).

## Biografia
Figlio di Rolf, ex portiere dilettante, manager di una compagnia elettrica, suo nonno era Eduard Bierhoff, avvocato amministrativista ed ex sindaco, la sorella di Oliver Bierhoff è Nicole Bierhoff, conduttrice televisiva. Si è sposato con Klara Szalantzy, già compagna di Dražen Petrović. Laureato in Economia, ha ricoperto il ruolo di manager della nazionale tedesca: gestiva i rapporti con gli sponsor e con i club, organizzava la logistica e curava la comunicazione.

## Caratteristiche tecniche
Punta centrale specialista del gioco aereo, sul finire degli anni 1990 era ritenuto il miglior colpitore di testa in circolazione, capace sia di concludere a rete che di assistere i compagni numerose volte nell'arco di una stagione. Grazie a questi fondamentali compensava ampiamente la non eccelsa tecnica palla al piede, risultando un attaccante prezioso, al quale l'allenatore difficilmente rinunciava.

## Carriera

### Giocatore

#### Club

##### Gli inizi tra Germania e Austria, l'approdo in Italia
Esordisce a 18 anni nella Bundesliga fra le file del Uerdingen, squadra con la quale disputa i suoi primi due campionati, prima di passare, nel 1988 all'Amburgo. Nel gennaio del 1990 è ceduto al Borussia Mönchengladbach dove gioca per pochi mesi. Dopo la stagione 1989-1990 si accasa in Austria al Salisburgo, segnando 23 gol.

Bierhoff (a sinistra) all' nel 1992, contrastato dallo juventino e connazionale Jürgen Kohler.

Anche gli osservatori italiani fanno caso a lui e a fine stagione si accasa all'Inter, che lo gira poi in prestito all'Ascoli di Costantino Rozzi.
L'esordio in Serie A non è dei migliori: diciassette partite con soli due gol, uno contro il Foggia e l'altro contro l'Inter. L'Ascoli retrocede in Serie B. In maglia bianconera Bierhoff disputa tre campionati cadetti. Il suo sarà un pronto riscatto, con il titolo di capocannoniere nel 1992-93 e di vice nel 1993-94. Nulla può invece, alla terza stagione fra i cadetti, per evitare la retrocessione agli ascolani.

##### Udinese e Milan
Nel 1995 Bierhoff passa così all'Udinese per 2,5 miliardi di lire e segna 18 gol in campionato. Nel 1996-1997 l'Udinese si piazza al quinto posto, che all'epoca garantiva la partecipazione alla Coppa UEFA. Nel 1997-1998 i friulani ottengono il terzo posto dietro Juventus e Inter, mentre Bierhoff sarà capocannoniere con 27 gol: era dal 1960-1961 che un giocatore di Serie A non segnava tanto (all'epoca fu Sergio Brighenti).

Bierhoff all'Udinese nella stagione 1995-1996

Per la stagione 1998-1999 passa al Milan, dove è chiamato a fare coppia con George Weah: in campionato mette a segno 19 gol, 14 dei quali di testa, contribuendo alla vittoria dello scudetto. Resta al Milan per altre due stagioni, concludendo la sua esperienza in rossonero con 119 presenze e 44 reti.

##### Ultimi anni
Nel 2001 si trasferisce al Monaco, dove rimane per una sola stagione.
All'età di 34 anni rientra in Italia, per chiudere la carriera al Chievo. Con i suoi gol (in 26 presenze in campionato sono sette, tra cui una memorabile tripletta contro la Juventus, nella partita persa per 4-3 in trasferta il 24 maggio 2003) contribuisce a condurre la squadra veronese al settimo posto finale, a un passo dalla qualificazione alla Coppa UEFA. Al termine dell'annata ufficializza il proprio ritiro dall'attività agonistica.

#### Nazionale
Durante la sua militanza nell'Udinese, Bierhoff è convocato per la prima volta nella nazionale maggiore tedesca, con cui esordisce il 21 febbraio 1996 contro il Portogallo. In poco più di due anni mette a segno 20 gol in nazionale. È anche fra i protagonisti del titolo europeo vinto in Inghilterra: subentrato nella finale contro la Repubblica Ceca, con la sua squadra in svantaggio per 1-0, Bierhoff sigla prima il pareggio e poi il golden goal che vale il trionfo al campionato d'Europa 1996. Partecipa poi con la maglia tedesca anche ai campionato del mondo 1998 con cinque presenze e tre gol. Trentaquattrenne, viene convocato per il campionato del mondo del 2002, dove segna un gol nella partita contro l'Arabia Saudita. La Germania viene sconfitta in finale dal Brasile: sarà questa, per Bierhoff, l'ultima partita in nazionale.

### Dirigente
Dal 29 luglio 2004 inizia la carriera dirigenziale in seno alla Federazione tedesca, diventando team manager della nazionale. Dal 2015 cura inoltre tutte le squadre del settore giovanile e dell'Academy della Federcalcio teutonica.
Dopo una riforma strutturale della Federazione tedesca il 1º gennaio 2018, Bierhoff è diventato direttore sportivo (Direktor Nationalmannschaft und Akademie), mantenendo il ruolo fino al 2022.

## Statistiche
Tra club, nazionali giovanili e nazionale maggiore, Bierhoff ha giocato globalmente 600 partite segnando 264 reti, alla media di 0,44 gol a partita.
Ha disputato, in 17 stagioni da professionista, 443 gare di campionato segnando 185 gol. Ha giocato in quattro nazioni diverse: in Germania, in Austria, in Italia e in Francia e ha vestito la maglia di nove società calcistiche. Nei campionati italiani ha messo a segno 148 gol (102 in Serie A e 46 in Serie B) in 320 partite (220 in Serie A e 100 in Serie B) e ha giocato per sei anni nella nazionale tedesca (70 gare e 37 gol, nono miglior marcatore di sempre nella nazionale della Germania). È l'unico calciatore straniero ad avere vinto la classifica cannonieri sia in Serie A che in Serie B.

### Presenze e reti nei club
| Stagione               | Squadra                | Campionato             | Campionato | Campionato | Coppe nazionali | Coppe nazionali | Coppe nazionali | Coppe continentali | Coppe continentali | Coppe continentali | Altre coppe | Altre coppe | Altre coppe | Totale | Totale |
| Stagione               | Squadra                | Comp                   | Pres       | Reti       | Comp            | Pres            | Reti            | Comp               | Pres               | Reti               | Comp        | Pres        | Reti        | Pres   | Reti   |
| ---------------------- | ---------------------- | ---------------------- | ---------- | ---------- | --------------- | --------------- | --------------- | ------------------ | ------------------ | ------------------ | ----------- | ----------- | ----------- | ------ | ------ |
| 1986-1987              | Bayer Uerdingen        | BL                     | 19         | 3          | CG              | 4               | 4               | CU                 | 4                  | 2                  | -           | -           | -           | 27     | 9      |
| 1987-1988              | Bayer Uerdingen        | BL                     | 12         | 1          | CG              | 1               | 0               | -                  | -                  | -                  | -           | -           | -           | 13     | 1      |
| Totale Bayer Uerdingen | Totale Bayer Uerdingen | Totale Bayer Uerdingen | 31         | 4          |                 | 5               | 4               |                    | 4                  | 2                  |             | -           | -           | 40     | 10     |
| 1988-1989              | Amburgo                | BL                     | 24         | 6          | CG              | 3               | 1               | -                  | -                  | -                  | -           | -           | -           | 27     | 7      |
| 1989-gen. 1990         | Amburgo                | BL                     | 10         | 0          | CG              | 1               | 0               | -                  | -                  | -                  | -           | -           | -           | 11     | 0      |
| Totale Amburgo         | Totale Amburgo         | Totale Amburgo         | 34         | 6          |                 | 4               | 1               |                    | -                  | -                  |             | -           | -           | 38     | 7      |
| gen.-giu. 1990         | Borussia M'gladbach    | BL                     | 8          | 0          | -               | -               | -               | -                  | -                  | -                  | -           | -           | -           | 8      | 0      |
| 1990-1991              | Salisburgo             | 1D                     | 32         | 23         | CA              | 3+              | 2               | -                  | -                  | -                  | -           | -           | -           | 35+    | 25     |
| 1991-1992              | Ascoli                 | A                      | 17         | 2          | CI              | 2               | 0               | -                  | -                  | -                  | -           | -           | -           | 19     | 2      |
| 1992-1993              | Ascoli                 | B                      | 35         | 20         | CI              | 2               | 1               | -                  | -                  | -                  | -           | -           | -           | 37     | 21     |
| 1993-1994              | Ascoli                 | B                      | 32         | 17         | CI              | 2               | 0               | -                  | -                  | -                  | -           | -           | -           | 34     | 17     |
| 1994-1995              | Ascoli                 | B                      | 33         | 9          | CI              | 1               | 0               | -                  | -                  | -                  | -           | -           | -           | 34     | 9      |
| Totale Ascoli          | Totale Ascoli          | Totale Ascoli          | 117        | 48         |                 | 7               | 1               |                    | -                  | -                  |             | -           | -           | 124    | 49     |
| 1995-1996              | Udinese                | A                      | 31         | 17         | CI              | 2               | 1               | -                  | -                  | -                  | -           | -           | -           | 33     | 18     |
| 1996-1997              | Udinese                | A                      | 23         | 13         | CI              | 1               | 0               | -                  | -                  | -                  | -           | -           | -           | 24     | 13     |
| 1997-1998              | Udinese                | A                      | 32         | 27         | CI              | 3               | 2               | CU                 | 4                  | 2                  | -           | -           | -           | 39     | 31     |
| Totale Udinese         | Totale Udinese         | Totale Udinese         | 86         | 57         |                 | 6               | 3               |                    | 4                  | 2                  |             | -           | -           | 96     | 62     |
| 1998-1999              | Milan                  | A                      | 34         | 19         | CI              | 3               | 2               | -                  | -                  | -                  | -           | -           | -           | 37     | 21     |
| 1999-2000              | Milan                  | A                      | 30         | 11         | CI              | 3               | 1               | UCL                | 6                  | 2                  | SI          | 1           | 0           | 40     | 14     |
| 2000-2001              | Milan                  | A                      | 27         | 6          | CI              | 5               | 1               | UCL                | 10                 | 2                  |             | -           | -           | 42     | 9      |
| Totale Milan           | Totale Milan           | Totale Milan           | 91         | 36         |                 | 11              | 4               |                    | 16                 | 4                  |             | 1           | 0           | 119    | 44     |
| 2001-2002              | Monaco                 | D1                     | 18         | 4          | CF+CdL          | 4+3             | 1+2             | -                  | -                  | -                  | -           | -           | -           | 25     | 7      |
| 2002-2003              | Chievo                 | A                      | 26         | 7          | CI              | 2               | 0               | CU                 | 2                  | 0                  | -           | -           | -           | 30     | 7      |
| Totale carriera        | Totale carriera        | Totale carriera        | 443        | 185        |                 | 45+             | 18              |                    | 26                 | 8                  |             | 1           | 0           | 511+   | 211    |

### Cronologia presenze e reti in nazionale
| Cronologia completa delle presenze e delle reti in nazionale ― Germania | Cronologia completa delle presenze e delle reti in nazionale ― Germania | Cronologia completa delle presenze e delle reti in nazionale ― Germania | Cronologia completa delle presenze e delle reti in nazionale ― Germania | Cronologia completa delle presenze e delle reti in nazionale ― Germania | Cronologia completa delle presenze e delle reti in nazionale ― Germania | Cronologia completa delle presenze e delle reti in nazionale ― Germania | Cronologia completa delle presenze e delle reti in nazionale ― Germania |
| Data                                                                    | Città                                                                   | In casa                                                                 | Risultato                                                               | Ospiti                                                                  | Competizione                                                            | Reti                                                                    | Note                                                                    |
| ----------------------------------------------------------------------- | ----------------------------------------------------------------------- | ----------------------------------------------------------------------- | ----------------------------------------------------------------------- | ----------------------------------------------------------------------- | ----------------------------------------------------------------------- | ----------------------------------------------------------------------- | ----------------------------------------------------------------------- |
| 21-2-1996                                                               | Porto                                                                   | Portogallo                                                              | 1 – 2                                                                   | Germania                                                                | Amichevole                                                              | -                                                                       |                                                                         |
| 27-3-1996                                                               | Monaco                                                                  | Germania                                                                | 2 – 0                                                                   | Danimarca                                                               | Amichevole                                                              | 2                                                                       |                                                                         |
| 24-4-1996                                                               | Rotterdam                                                               | Paesi Bassi                                                             | 0 – 1                                                                   | Germania                                                                | Amichevole                                                              | -                                                                       |                                                                         |
| 29-5-1996                                                               | Belfast                                                                 | Irlanda del Nord                                                        | 1 – 1                                                                   | Germania                                                                | Amichevole                                                              | -                                                                       |                                                                         |
| 4-6-1996                                                                | Mannheim                                                                | Germania                                                                | 9 – 1                                                                   | Liechtenstein                                                           | Amichevole                                                              | 1                                                                       |                                                                         |
| 9-6-1996                                                                | Manchester                                                              | Germania                                                                | 2 – 0                                                                   | Rep. Ceca                                                               | Euro 1996 - 1º turno                                                    | -                                                                       |                                                                         |
| 16-6-1996                                                               | Manchester                                                              | Russia                                                                  | 0 – 3                                                                   | Germania                                                                | Euro 1996 - 1º turno                                                    | -                                                                       |                                                                         |
| 30-6-1996                                                               | Londra                                                                  | Rep. Ceca                                                               | 1 – 2 gg                                                                | Germania                                                                | Euro 1996 - Finale                                                      | 2                                                                       | [ 19 ]                                                                  |
| 4-9-1996                                                                | Zabrze                                                                  | Polonia                                                                 | 0 – 2                                                                   | Germania                                                                | Amichevole                                                              | 1                                                                       |                                                                         |
| 9-10-1996                                                               | Erevan                                                                  | Armenia                                                                 | 1 – 5                                                                   | Germania                                                                | Qual. Mondiali 1998                                                     | -                                                                       |                                                                         |
| 9-11-1996                                                               | Norimberga                                                              | Germania                                                                | 1 – 1                                                                   | Irlanda del Nord                                                        | Qual. Mondiali 1998                                                     | -                                                                       |                                                                         |
| 2-4-1997                                                                | Granada                                                                 | Albania                                                                 | 2 – 3                                                                   | Germania                                                                | Qual. Mondiali 1998                                                     | -                                                                       |                                                                         |
| 30-4-1997                                                               | Brema                                                                   | Germania                                                                | 2 – 0                                                                   | Ucraina                                                                 | Qual. Mondiali 1998                                                     | 1                                                                       |                                                                         |
| 7-6-1997                                                                | Kiev                                                                    | Ucraina                                                                 | 0 – 0                                                                   | Germania                                                                | Qual. Mondiali 1998                                                     | -                                                                       |                                                                         |
| 20-8-1997                                                               | Belfast                                                                 | Irlanda del Nord                                                        | 1 – 3                                                                   | Germania                                                                | Qual. Mondiali 1998                                                     | 3                                                                       |                                                                         |
| 6-9-1997                                                                | Berlino                                                                 | Germania                                                                | 1 – 1                                                                   | Portogallo                                                              | Qual. Mondiali 1998                                                     | -                                                                       |                                                                         |
| 10-9-1997                                                               | Dortmund                                                                | Germania                                                                | 4 – 0                                                                   | Armenia                                                                 | Qual. Mondiali 1998                                                     | -                                                                       |                                                                         |
| 11-10-1997                                                              | Hannover                                                                | Germania                                                                | 4 – 3                                                                   | Albania                                                                 | Qual. Mondiali 1998                                                     | 2                                                                       |                                                                         |
| 15-11-1997                                                              | Düsseldorf                                                              | Germania                                                                | 3 – 0                                                                   | Sudafrica                                                               | Amichevole                                                              | 1                                                                       |                                                                         |
| 18-2-1998                                                               | Mascate                                                                 | Oman                                                                    | 0 – 2                                                                   | Germania                                                                | Amichevole                                                              | -                                                                       |                                                                         |
| 22-2-1998                                                               | Riad                                                                    | Arabia Saudita                                                          | 0 – 3                                                                   | Germania                                                                | Amichevole                                                              | -                                                                       |                                                                         |
| 25-3-1998                                                               | Stoccarda                                                               | Germania                                                                | 1 – 2                                                                   | Brasile                                                                 | Amichevole                                                              | -                                                                       |                                                                         |
| 22-4-1998                                                               | Colonia                                                                 | Germania                                                                | 1 – 0                                                                   | Nigeria                                                                 | Amichevole                                                              | -                                                                       |                                                                         |
| 27-5-1998                                                               | Helsinki                                                                | Finlandia                                                               | 0 – 0                                                                   | Germania                                                                | Amichevole                                                              | -                                                                       |                                                                         |
| 30-5-1998                                                               | Francoforte                                                             | Germania                                                                | 3 – 1                                                                   | Colombia                                                                | Amichevole                                                              | 2                                                                       |                                                                         |
| 5-6-1998                                                                | Mannheim                                                                | Germania                                                                | 7 – 0                                                                   | Lussemburgo                                                             | Amichevole                                                              | 2                                                                       |                                                                         |
| 15-6-1998                                                               | Parigi                                                                  | Germania                                                                | 2 – 0                                                                   | Stati Uniti                                                             | Mondiali 1998 - 1º turno                                                | -                                                                       |                                                                         |
| 21-6-1998                                                               | Lens                                                                    | Germania                                                                | 2 – 2                                                                   | Jugoslavia                                                              | Mondiali 1998 - 1º turno                                                | 1                                                                       |                                                                         |
| 25-6-1998                                                               | Montpellier                                                             | Germania                                                                | 2 – 0                                                                   | Iran                                                                    | Mondiali 1998 - 1º turno                                                | 1                                                                       |                                                                         |
| 29-6-1998                                                               | Montpellier                                                             | Germania                                                                | 2 – 1                                                                   | Messico                                                                 | Mondiali 1998 - Ottavi di finale                                        | 1                                                                       |                                                                         |
| 4-7-1998                                                                | Lione                                                                   | Germania                                                                | 0 – 3                                                                   | Croazia                                                                 | Mondiali 1998 - Quarti di finale                                        | -                                                                       |                                                                         |
| 2-9-1998                                                                | Ta' Qali                                                                | Malta                                                                   | 1 – 2                                                                   | Germania                                                                | Amichevole                                                              | -                                                                       | cap.                                                                    |
| 5-9-1998                                                                | Ta' Qali                                                                | Germania                                                                | 1 – 1                                                                   | Romania                                                                 | Amichevole                                                              | -                                                                       | cap.                                                                    |
| 10-10-1998                                                              | Bursa                                                                   | Turchia                                                                 | 1 – 0                                                                   | Germania                                                                | Qual. Euro 2000                                                         | -                                                                       | cap.                                                                    |
| 14-10-1998                                                              | Chișinău                                                                | Moldavia                                                                | 1 – 3                                                                   | Germania                                                                | Qual. Euro 2000                                                         | 1                                                                       | cap.                                                                    |
| 18-11-1998                                                              | Gelsenkirchen                                                           | Germania                                                                | 1 – 1                                                                   | Paesi Bassi                                                             | Amichevole                                                              | -                                                                       | cap.                                                                    |
| 27-3-1999                                                               | Belfast                                                                 | Irlanda del Nord                                                        | 0 – 3                                                                   | Germania                                                                | Qual. Euro 2000                                                         | -                                                                       | cap.                                                                    |
| 31-3-1999                                                               | Norimberga                                                              | Germania                                                                | 2 – 0                                                                   | Finlandia                                                               | Qual. Euro 2000                                                         | -                                                                       | cap.                                                                    |
| 28-4-1999                                                               | Brema                                                                   | Germania                                                                | 0 – 1                                                                   | Scozia                                                                  | Amichevole                                                              | -                                                                       | cap.                                                                    |
| 4-6-1999                                                                | Leverkusen                                                              | Germania                                                                | 6 – 1                                                                   | Moldavia                                                                | Qual. Euro 2000                                                         | 3                                                                       | cap.                                                                    |
| 4-9-1999                                                                | Helsinki                                                                | Finlandia                                                               | 1 – 2                                                                   | Germania                                                                | Qual. Euro 2000                                                         | 2                                                                       | cap.                                                                    |
| 8-9-1999                                                                | Dortmund                                                                | Germania                                                                | 4 – 0                                                                   | Irlanda del Nord                                                        | Qual. Euro 2000                                                         | 1                                                                       | cap.                                                                    |
| 9-10-1999                                                               | Monaco                                                                  | Germania                                                                | 0 – 0                                                                   | Turchia                                                                 | Qual. Euro 2000                                                         | -                                                                       | cap.                                                                    |
| 14-11-1999                                                              | Oslo                                                                    | Norvegia                                                                | 0 – 1                                                                   | Germania                                                                | Amichevole                                                              | -                                                                       | cap.                                                                    |
| 23-2-2000                                                               | Amsterdam                                                               | Paesi Bassi                                                             | 2 – 1                                                                   | Germania                                                                | Amichevole                                                              | -                                                                       | cap.                                                                    |
| 29-3-2000                                                               | Zagabria                                                                | Croazia                                                                 | 1 – 1                                                                   | Germania                                                                | Amichevole                                                              | -                                                                       | cap.                                                                    |
| 26-4-2000                                                               | Kaiserslautern                                                          | Germania                                                                | 1 – 1                                                                   | Svizzera                                                                | Amichevole                                                              | -                                                                       | cap.                                                                    |
| 3-6-2000                                                                | Norimberga                                                              | Germania                                                                | 3 – 2                                                                   | Rep. Ceca                                                               | Amichevole                                                              | 2                                                                       |                                                                         |
| 7-6-2000                                                                | Friburgo                                                                | Germania                                                                | 8 – 2                                                                   | Liechtenstein                                                           | Amichevole                                                              | 1                                                                       | cap.                                                                    |
| 12-6-2000                                                               | Liegi                                                                   | Germania                                                                | 1 – 1                                                                   | Romania                                                                 | Euro 2000 - 1º turno                                                    | -                                                                       | cap.                                                                    |
| 7-10-2000                                                               | Londra                                                                  | Inghilterra                                                             | 0 – 1                                                                   | Germania                                                                | Qual. Mondiali 2002                                                     | -                                                                       | cap.                                                                    |
| 15-11-2000                                                              | Copenaghen                                                              | Danimarca                                                               | 2 – 1                                                                   | Germania                                                                | Amichevole                                                              | -                                                                       | cap.                                                                    |
| 27-2-2001                                                               | Saint-Denis                                                             | Francia                                                                 | 1 – 0                                                                   | Germania                                                                | Amichevole                                                              | -                                                                       |                                                                         |
| 24-3-2001                                                               | Leverkusen                                                              | Germania                                                                | 2 – 1                                                                   | Albania                                                                 | Qual. Mondiali 2002                                                     | -                                                                       | cap.                                                                    |
| 29-5-2001                                                               | Brema                                                                   | Germania                                                                | 2 – 0                                                                   | Slovacchia                                                              | Amichevole                                                              | -                                                                       | cap.                                                                    |
| 2-6-2001                                                                | Helsinki                                                                | Finlandia                                                               | 2 – 2                                                                   | Germania                                                                | Qual. Mondiali 2002                                                     | -                                                                       |                                                                         |
| 15-8-2001                                                               | Budapest                                                                | Ungheria                                                                | 2 – 5                                                                   | Germania                                                                | Amichevole                                                              | 1                                                                       |                                                                         |
| 6-10-2001                                                               | Gelsenkirchen                                                           | Germania                                                                | 0 – 0                                                                   | Finlandia                                                               | Qual. Mondiali 2002                                                     | -                                                                       | cap.                                                                    |
| 14-11-2001                                                              | Dortmund                                                                | Germania                                                                | 4 – 1                                                                   | Ucraina                                                                 | Qual. Mondiali 2002                                                     | -                                                                       |                                                                         |
| 13-2-2002                                                               | Kaiserslautern                                                          | Germania                                                                | 7 – 1                                                                   | Israele                                                                 | Amichevole                                                              | 1                                                                       |                                                                         |
| 27-3-2002                                                               | Rostock                                                                 | Germania                                                                | 4 – 2                                                                   | Stati Uniti                                                             | Amichevole                                                              | 1                                                                       |                                                                         |
| 17-4-2002                                                               | Stoccarda                                                               | Germania                                                                | 0 – 1                                                                   | Argentina                                                               | Amichevole                                                              | -                                                                       |                                                                         |
| 9-5-2002                                                                | Friburgo                                                                | Germania                                                                | 7 – 0                                                                   | Kuwait                                                                  | Amichevole                                                              | 3                                                                       |                                                                         |
| 14-5-2002                                                               | Cardiff                                                                 | Galles                                                                  | 1 – 0                                                                   | Germania                                                                | Amichevole                                                              | -                                                                       |                                                                         |
| 18-5-2002                                                               | Leverkusen                                                              | Germania                                                                | 6 – 2                                                                   | Austria                                                                 | Amichevole                                                              | -                                                                       |                                                                         |
| 1-6-2002                                                                | Sapporo                                                                 | Germania                                                                | 8 – 0                                                                   | Arabia Saudita                                                          | Mondiali 2002 - 1º turno                                                | 1                                                                       |                                                                         |
| 5-6-2002                                                                | Kashima                                                                 | Germania                                                                | 1 – 1                                                                   | Irlanda                                                                 | Mondiali 2002 - 1º turno                                                | -                                                                       |                                                                         |
| 21-6-2002                                                               | Ulsan                                                                   | Germania                                                                | 1 – 0                                                                   | Stati Uniti                                                             | Mondiali 2002 - Quarti di finale                                        | -                                                                       |                                                                         |
| 25-6-2002                                                               | Seul                                                                    | Germania                                                                | 1 – 0                                                                   | Corea del Sud                                                           | Mondiali 2002 - Semifinale                                              | -                                                                       |                                                                         |
| 30-6-2002                                                               | Yokohama                                                                | Germania                                                                | 0 – 2                                                                   | Brasile                                                                 | Mondiali 2002 - Finale                                                  | -                                                                       | 2º posto                                                                |
| Totale                                                                  |                                                                         | Presenze                                                                | 70                                                                      |                                                                         | Reti (10º posto)                                                        | 37                                                                      |                                                                         |

## Palmarès

### Club
- Campionato italiano: 1

Milan: 1998-1999

### Nazionale
- Campionato d'Europa: 1

Inghilterra 1996

### Individuale
- Capocannoniere della Serie B: 1

1992-1993 (20 gol)
- Capocannoniere della Serie A: 1

1997-1998 (27 gol)
- Calciatore tedesco dell'anno: 1

1998